# NGC 7761
NGC 7761 este o galaxie situată în constelația Vărsătorul. A fost descoperită în 1886 de către Ormond Stone⁠(d). Se află la o distanță de 53,95 de megaparseci de Pământ.